# Gare de Vieilleville
Gare de Vieilleville vasútállomás Franciaországban, Mourioux-Vieilleville településen.

## Vasútvonalak
Az állomást az alábbi vasútvonalak érintik:
- Montluçon-Saint-Sulpice-Laurière-vasútvonal
- Railway Vieilleville - Bourganeuf

## Kapcsolódó állomások
A vasútállomáshoz az alábbi állomások vannak a legközelebb:
- Gare de Marsac
- Gare de Montaigut